# Ku (kana)
Ku (romanização do hiragana く ou katakana ク) é um dos kana japoneses que representam um mora. No sistema moderno da ordem alfabética japonesa (Gojūon), ele ocupa a 8.ª posição do alfabeto, entre Ki e Ke.
O caractere pode ser combinado a um dakuten, para formar o ぐ em hiragana, グ em katakana e gu em romaji.
く e ク originaram-se do kanji 久.
| Forma                        | Romaji | Hiragana        | Katakana        |
| ---------------------------- | ------ | --------------- | --------------- |
| k- (か行 ka-gyō)             | ku     | く              | ク              |
| k- (か行 ka-gyō)             | kuu kū | くう, くぅ くー | クウ, クゥ クー |
| Com dakuten g- (が行 ga-gyō) | gu     | ぐ              | グ              |
| Com dakuten g- (が行 ga-gyō) | guu gū | ぐう, ぐぅ ぐー | グウ, グゥ グー |

| qa, qwa   | くぁ       | クァ       |
| qi, qwi   | くぃ       | クィ       |
| (qu, qwu) | (く, くぅ) | (ク, クゥ) |
| qe, qwe   | くぇ       | クェ       |
| qo, qwo   | くぉ       | クォ       |

| gwa   | ぐぁ   | グァ   |
| gwi   | ぐぃ   | グィ   |
| (gwu) | (ぐぅ) | (グゥ) |
| gwe   | ぐぇ   | グェ   |
| gwo   | ぐぉ   | グォ   |

## Formas alternativas
No Braile japonês, く ou ク são representados como:
| ●  | ●  |
| － | － |
| － | ●  |

O Código Morse para く ou ク é: ・・・－

## Traços

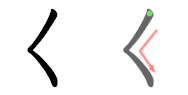
Seqüência de traços para escrita do く

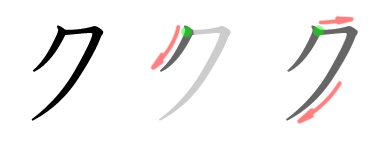
Seqüência de traços para escrita do ク